# Temporada 1988-1989 del FC Barcelona
Les dades més destacades de la temporada 1988-1989 del Futbol Club Barcelona són les següents:

## 1988

### Octubre
- 16 octubre - 7a. jornada de Lliga. Còmode triomf del Barça sobre el Betis (3-0) en un Camp Nou ple amb 100.0000 espectadors. Debut del brasiler Aloisio Pires i gols de Robert Fernàndez, Jose Mari Bakero i Txiki Begiristain.

### Juliol
- 31 juliol - Primera derrota del Barça en l'stage de pretemporada. L'equip de la segona divisió holandesa Sticnting Helmond s'imposa als blaugrana per 3-0. --- El vicepresident Joan Gaspart i Solves fa pública la seva voluntat a concórrer a les pròximes eleccions si el president Núñez no s'hi presenta.
- 30 juliol - Victòria per 0-3 davant l'equip PEC ZWelle de la primera divisió holandesa.
- 29 juliol - Amistós amb victòria (1-2) sobre el Rijnsburgse Boys. --- El Grup d'Opinió Barcelonista fa pública la seva dissolució i la voluntat de concórrer a les properes eleccions com a alternativa al president Núñez.
- 28 juliol - Amistós amb nova golejada a l'equip aficionat del Veloc (0-16). Zubizarreta juga uns minuts de lateral per millorar el seu joc amb els peus
- 27 juliol - Amistós amb l'equip aficionat del TEVV (0-4)
- 26 juliol - Segon amistós amb golejada a l'equip aficionat del Vierden (0-10)
- 25 juliol - Primer amistós de la pretemporada: Victòria sobre l'equip amateur SC Varsseveld (1-6)
- 24 juliol - L'expedició del FCB arriba a Papendhal (Holanda) per iniciar l'stage de preparació de la pretemporada
- 22 juliol - 40.000 espectadors s'apleguen al Camp Nou en l'acte de presentació de la plantilla amb Johan Cruyff com a entrenador. El públic xiula reiteradament el capità Alexanco durant el seu parlament pels fets del motí de l'Hesperia
- 18 juliol - Javier Urruticoechea rescindeix el seu contracte amb el FCB i es retira com a jugador
- 13 juliol - El president Josep Lluís Núñez assumeix interinament de la presidència de la Federació Espanyola de Futbol fins a les noves eleccions, després de la dimissió presentada per José Luis Roca
- 12 juliol - El porter Juan Carlos Unzué i l'extrem Jon Andoni Goikoetxea, ambdós procedents d'Osasuna, són presentats com a nous jugadors del FCB. Goikoetxea jugarà dues temporades com a cedit a la Reial Societat.
- 11 juliol - El Camp Nou és seleccionat per acollir la final de la Copa d'Europa 1988-1989
- 8 juliol - Joan Gaspart i Solves tanca amb Ferran Martorell el fitxatge de Miquel Soler pel FC Barcelona. El cost de l'operació, juntament amb la d'Ernesto Valverde, és de 2,6 milions d'euros més el traspàs a l'Espanyol del jugador del CE Sabadell Maestre. -- Manolo Hierro, procedent del Reial Valladolid, és presentat com a nou jugador barcelonista
- 7 juliol - Ernesto Valverde, procedent del RCD Espanyol, fitxa pel FC Barcelona
- 4 juliol - La Junta Directiva del FCB rep un informe de Johan Cruyff en el qual el nou entrenador demana la continuïtat del jugador Alexanco -- Víctor Muñoz fitxa per la UC Sampdoria de Gènova.

## Resultats
| PARTITS |
| --- |
| 25-7-1988 AMISTÓS BARCELONA-VARSSEVELD 6-1 26-7-1988 AMISTÓS BARCELONA-SWZ WIERDEN 10-0 27-7-1988 AMISTÓS BARCELONA-TEVV 4-0 28-7-1988 AMISTÓS BARCELONA-VELOC 16-0 29-7-1988 AMISTÓS BARCELONA-RIJNSBURGSE BOYS 2-1 30-7-1988 AMISTÓS BARCELONA-PEC ZWOLLE 3-0 31-7-1988 AMISTÓS BARCELONA-HELMOND SPORT 0-3 1-8-1988 AMISTÓS BARCELONA-V.V. LUNTEREN 1-0 2-8-1988 AMISTÓS BARCELONA-SPARTA DE ROTTERDAM 1-1 3-8-1988 AMISTÓS BARCELONA-ALCIDES MEPPEN 7-2 4-8-1988 AMISTÓS BARCELONA-MADESE BOYS 7-0 5-8-1988 AMISTÓS BARCELONA-VITESSE 1-2 6-8-1988 AMISTÓS BARCELONA-STANDART DE LIEJA 0-0 7-8-1988 AMISTÓS BARCELONA-MVV MAASTRICHT 4-4 11-8-1988 TROFEU CIUDAD DE PALMA BARCELONA-MALLORCA 0-0 /2-4/ PENALS 13-8-1988 TROFEU CIUDAD DE PALMA BARCELONA-BOTAFOGO 0-1 17-8-1988 AMISTÓS BARCELONA-ATHLETIC DE BILBAO 1-2 19-8-1988 AMISTÓS BARCELONA-HERCULES 4-1 23-8-1988 GAMPER BARCELONA-PENAROL 2-1 24-8-1988 GAMPER BARCELONA-STEAUA DE BUCAREST 3-1 27-8-1988 AMISTÓS BARCELONA-FIGUERES 0-1 28-8-1988 TROFEU CIUDAD DE SABADELL BARCELONA-SABADELL 2-0 3-9-1988 LLIGA BARCELONA-ESPANYOL 2-0 7-9-1988 RECOPA FRAM RYKAJAVIC-BARCELONA 0-2 11-9-1988 LLIGA ELCHE-BARCELONA 0-3 17-9-1988 LLIGA BARCELONA-VALENCIA 1-1 22-9-08 SUPERCOPA d'ESPAÑA REAL MADRID-BARCELONA 2-0 24-9-1988 LLIGA OSASUNA-BARCELONA 1-1 29-9-1988 SUPERCOPA D'ESPANYA BARCELONA-REAL MADRID 2-1 2-10-1988 LLIGA BARCELONA-SPORTING 4-0 5-10-1988 RECOPA BARCELONA-FRAM RYKAJAVIC 5-0 8-10-1988 LLIGA REIAL SOCIETAT-BARCELONA 0-1 16-10-1988 LLIGA BARCELONA-BETIS 3-0 22-10-1988 LLIGA REAL MADRID-BARCELONA 3-2 26-10-1988 RECOPA BARCELONA-LECH POZNAN 1-1 30-10-1988 LLIGA BARCELONA-ZARAGOZA 1-0 6-11-1988 LLIGA VALLADOLID-BARCELONA 0-0 9-11-1988 RECOPA LECH POZMAN-BARCELONA 1-1 /4-5/ PENALS 20-11-1988 LLIGA OVIEDO-BARCELONA 1-2 27-11-1988 LLIGA BARCELONA-MURCIA 3-1 1-12-1988 LLIGA CELTA VIGO-BARCELONA 0-3 4-12-1988 LLIGA BARCELONA-LOGRONES 2-1 10-12-1988 LLIGA ATHLETIC DE BILBAO-BARCELONA 3-2 1-1-1989 LLIGA ATLETICO DE MADRID-BARCELONA 1-3 8-1-1989 LLIGA BARCELONA-CADIZ 3-0 11-1-1989 LLIGA BARCELONA-SEVILLA 4-0 15-1-1989 LLIGA MALAGA-BARCELONA 2-2 21-1-1989 AMISTÓS BARCELONA-ELDENSE 0-1 25-1-1989 COPA DEL REI CARTAGENA-BARCELONA 0-3 29-1-1989 LLIGA ESPANYOL-BARCELONA 2-2 1-2-1989 COPA DEL REI BARCELONA-CARTAGENA 4-0 12-2-1989 LLIGA BARCELONA-ELCHE 2-0 15-2-1989 COPA DEL REI RACING-BARCELONA 0-1 18-2-1989 LLIGA VALENCIA-BARCELONA 1-1 22-2-1989 COPA DEL REI BARCELONA 3-2 RACING 26-2-1989 LLIGA BARCELONA-OSASUNA 1-2 1-3-1989 RECOPA AGF AARHUS-BARCELONA 0-1 4-3-1989 LLIGA SPORTING DE GIJON-BARCELONA 0-2 11-3-1989 LLIGA BARCELONA-REIAL SOCIETAT 4-1 15-3-1989 RECOPA BARCELONA-AGF AARHUS 0-0 25-3-1989 LLIGA BETIS-BARCELONA 0-2 29-3-1989 COPA DEL REI BARCELONA-ATLETICO DE MADRID 3-3 1-4-1989 LLIGA BARCELONA-REAL MADRID 0-0 4-4-1989 RECOPA BARCELONA-CSKA SOFIA 4-2 9-4-1989 LLIGA ZARAGOZA-BARCELONA 0-0 12-4-1989 COPA DEL REI ATLETICO DE MADRID-BARCELONA 4-0 15-4-1989 LLIGA BARCELONA-VALLADOLID 0-0 19-4-1989 RECOPA CSKA SOFIA -BARCELONA 1-2 30-4-1989 LLIGA BARCELONA-OVIEDO 7-1 1-5-1989 AMISTÓS BARCELONA-BANYOLES 6-2 10-5-1989 RECOPA BARCELONA-SAMPDORIA 2-0 14-5-1989 LLIGA BARCELONA-CELTA 3-1 21-5-1989 LLIGA LOGRONES-BARCELONA 0-2 25-5-1989 LLIGA MURCIA-BARCELONA 2-0 27-5-1989 LLIGA BARCELONA-ATHLETIC DE BILBAO 3-0 3-6-1989 LLIGA SEVILLA-BARCELONA 1-1 10-6-1989 LLIGA BARCELONA-ATLETICO DE MADRID 3-0 18-6-1989 LLIGA CADIZ-BARCELONA 1-1 24-6-1989 LLIGA BARCELONA-MALAGA 4-0 |